# Заунгузькі Каракуми

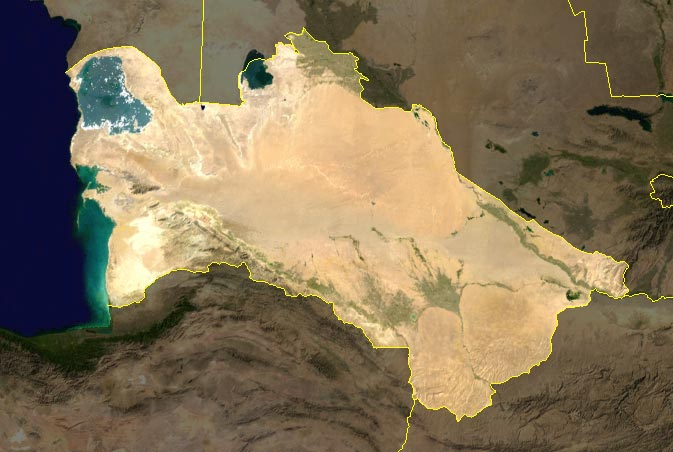
Пустелі Туркменістану на супутникову знімку

Заунгузькі Каракуми (Північні Каракуми; туркм. Üňüzaňyrsy Garagum) — піщана пустеля на півдні Середньої Азії, яка покриває північну частину Туркменістану. Частина пустелі Каракуми.
Займає території площею 102 000 км².
Це геологічно найдавніша та найпідвищеніша частина району. Сучасна поверхня Заунгузьких Каракумів сильно розчленована, характерні меридіонально витягнуті гряди висотою до 80—100 м.
На півдні вони обриваються 60—160-метровим уступом до смуги характерних та досі значною мірою загадкових знижень Унгузу. Походження цього ланцюга такирів, шорів та піщаних улоговин простежується від Амудар'ї на захід.